# Fittja
För andra betydelser, se Fittja (olika betydelser).

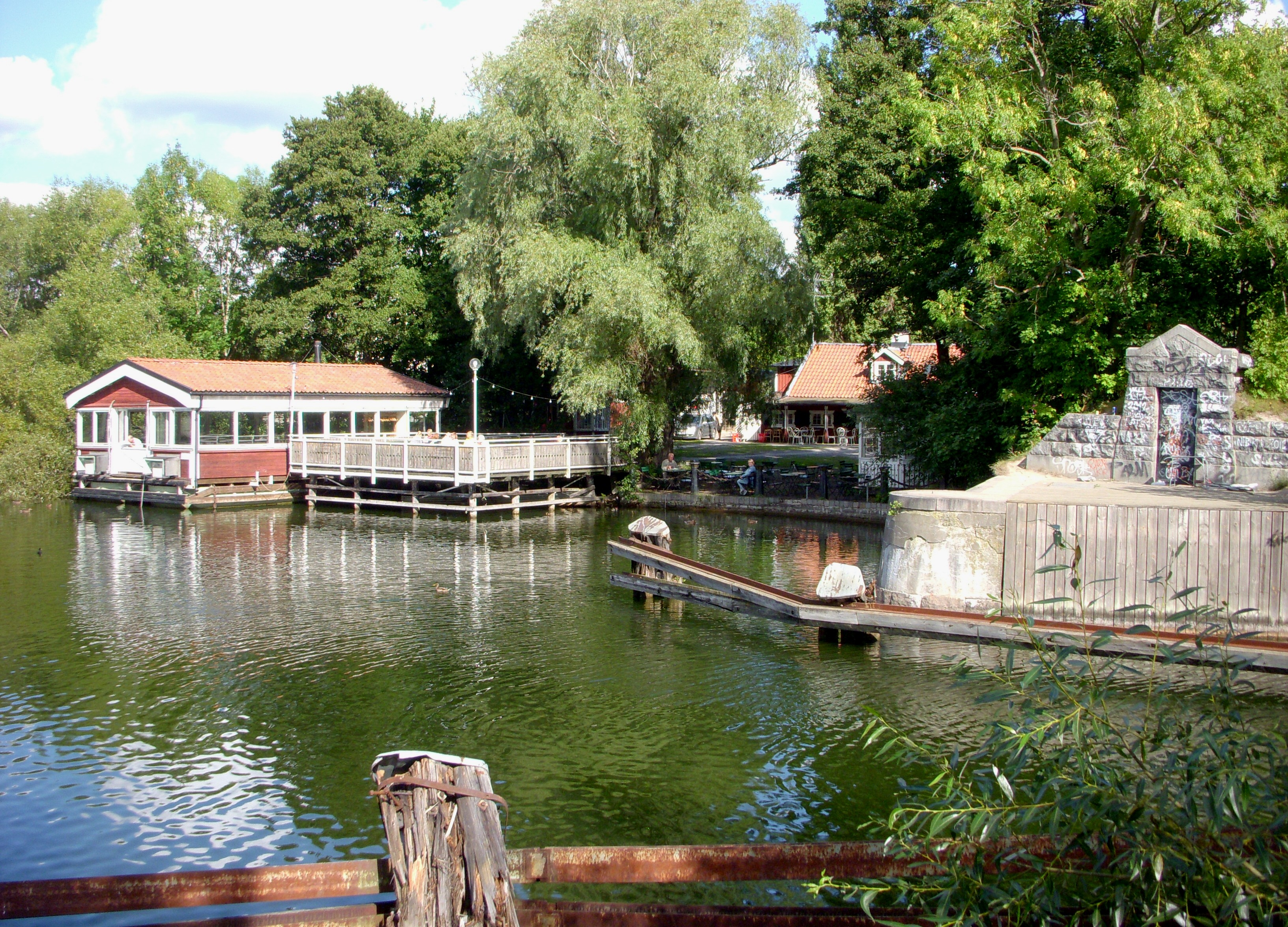
Fittja bro 2010

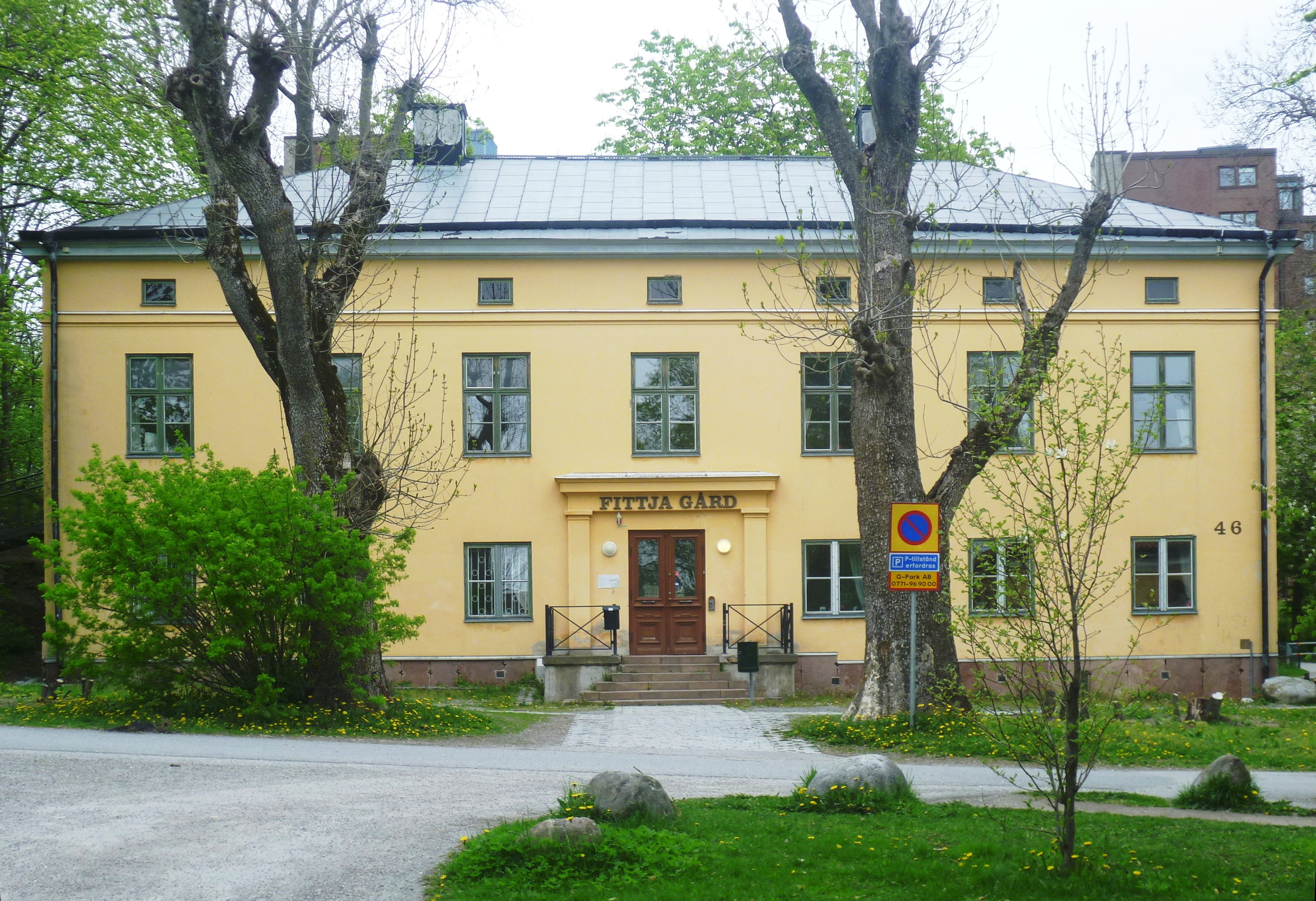
Fittja gård.

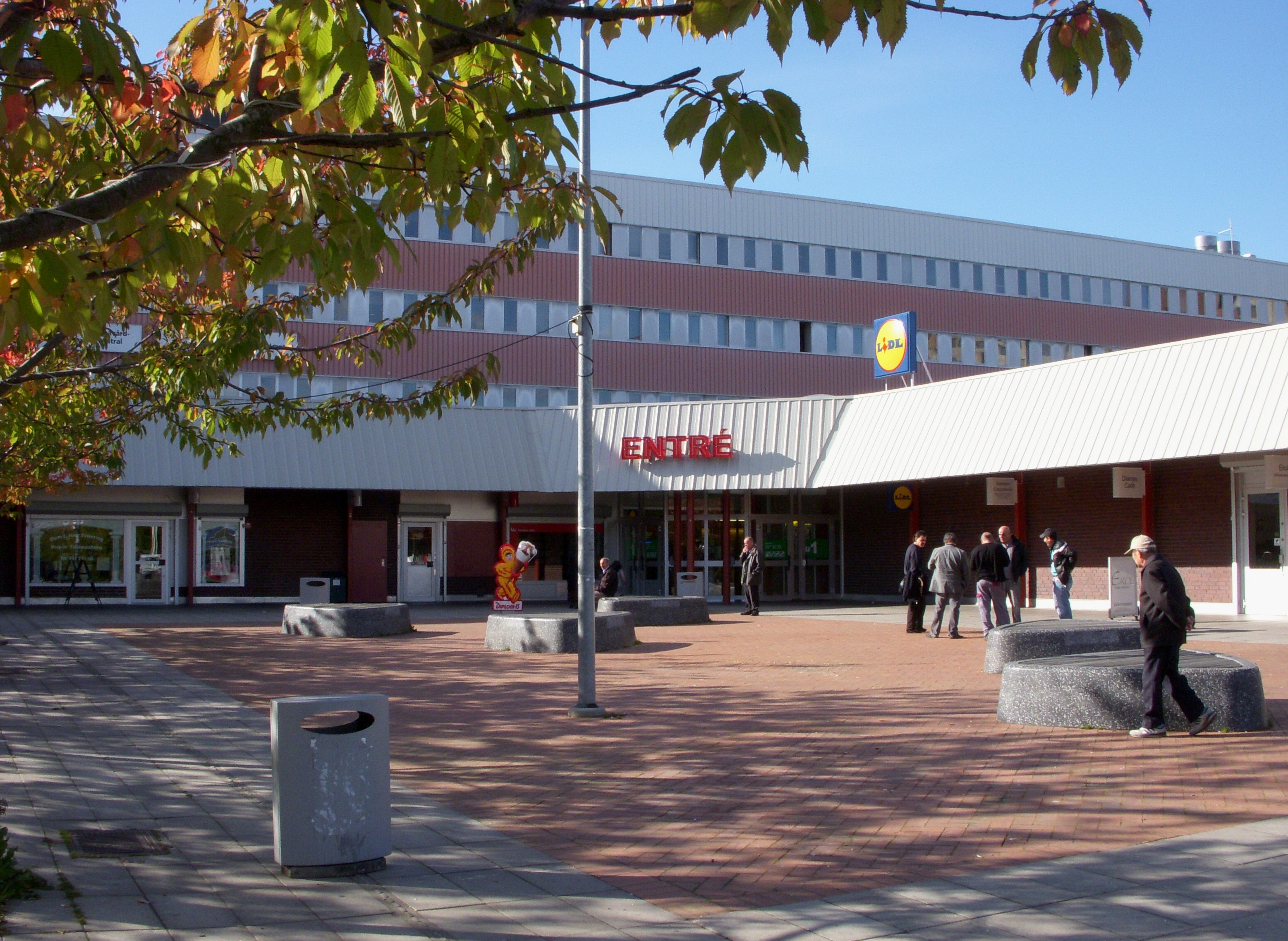
Fittja centrum, 2010

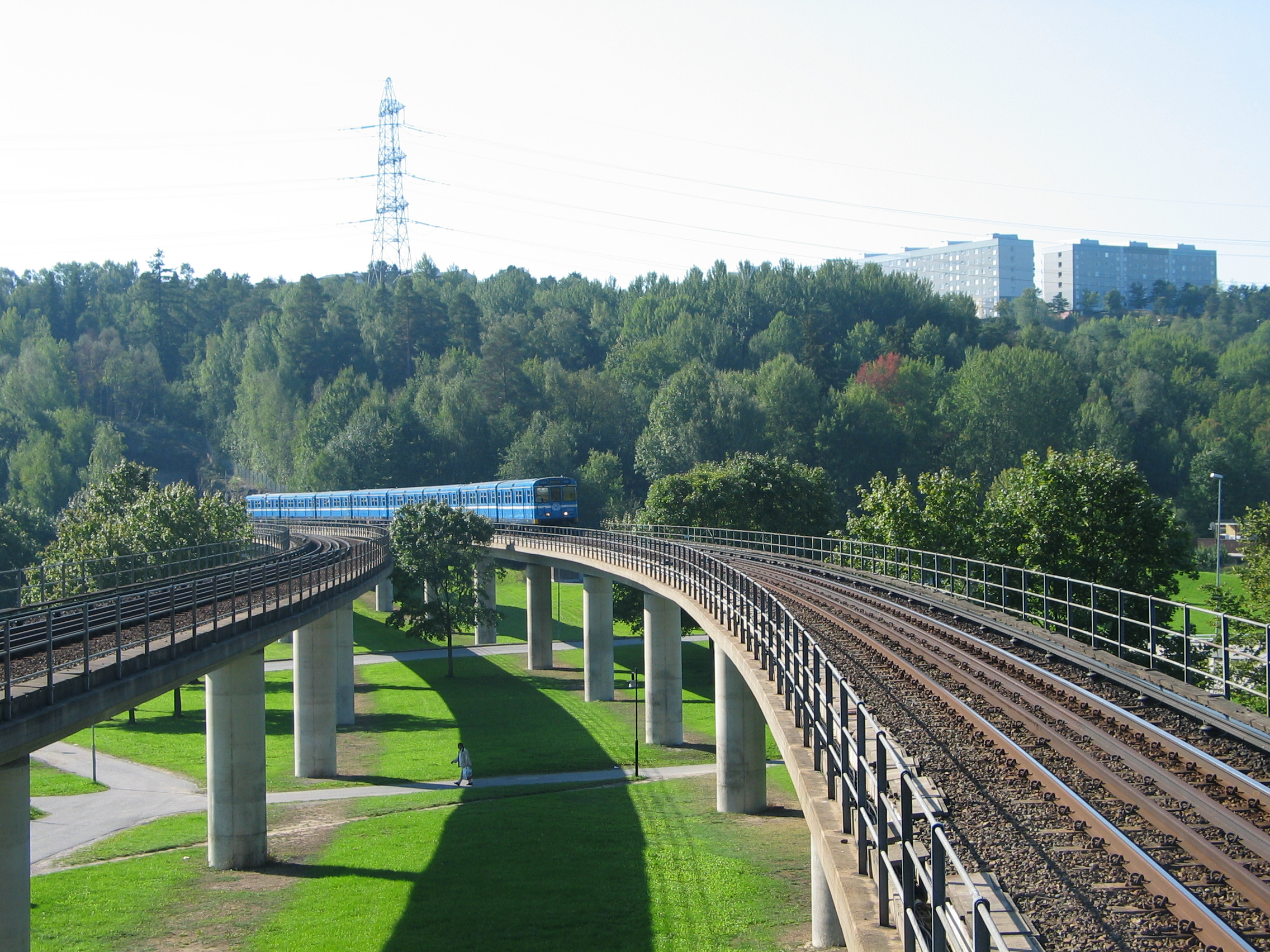
Viadukt mot Alby

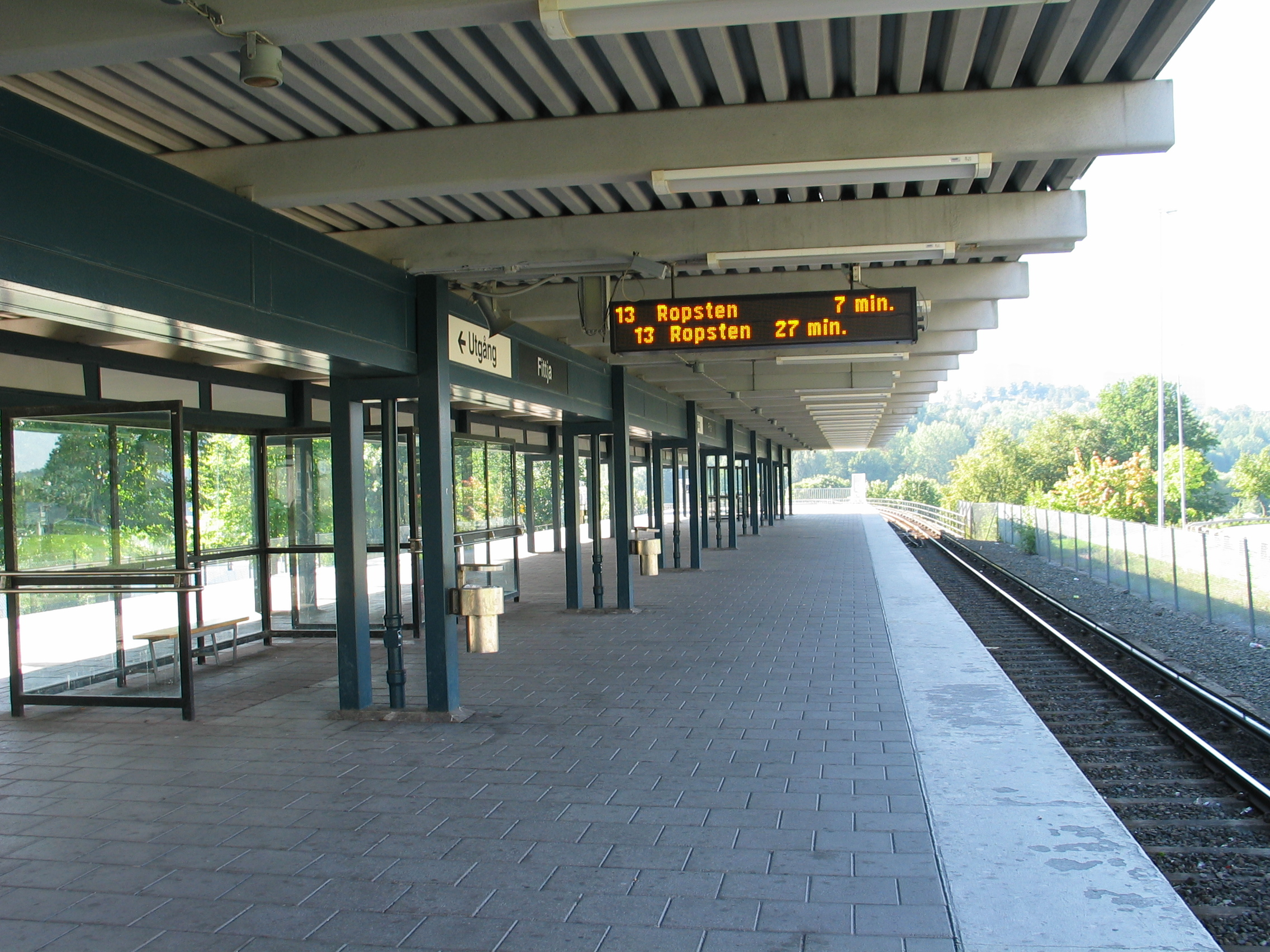
Perrongen på stationen

Fittja är en del av Stockholms tätort och en kommundel i norra Botkyrka kommun vid gränsen till Stockholms kommun. Fittja var till och med 1970 en fristående tätort. 

## Namnet
Ortnamnet (1299 In Fitiu) innehåller ett i vissa dialekter ännu levande ord fit, fitj, fittja 'strandäng'.

## Historia
Området Fittja tillhörde tidigt kyrkan. I samband med reformationen övergick egendomarna till kronan och brukarna blev kronobönder. 1600-talet var en händelserik period då den nya vägsträckningen till Stockholm drogs via Fittja. Det var under den tiden som gästgivargården på näset mellan Albysjön och Mälaren öppnades.
Fittja blev också en centralplats för "den civila förvaltningen" och rättsväsendet. I en av flyglarna till Fittja gård hölls ting från slutet av 1600-talet – det största utrymmet i byggnaden fungerade som domstol under många decennier. Idag vittnar gatunamnen om en svunnen tid. Här finns även verksamheten för Mångkulturellt Centrum.
Under de första åren av 1970-talet byggdes området ut med främst hyreshus med ett centrum och en tunnelbanestation.

### Utsatt område
I polisens lista över utsatta områden 2015 klassificerades Fittja som ett riskområde, som inte uppfyllde alla kriterier för att placeras i nästa kategori, särskilt utsatta områden.
I 2017 års lista flyttades Fittja till kategorin särskilt utsatt område samt även i 2019 års lista.

## Demografi
| Befolkningsutvecklingen i Fittja 1950–1975 | Befolkningsutvecklingen i Fittja 1950–1975 | Befolkningsutvecklingen i Fittja 1950–1975 | Befolkningsutvecklingen i Fittja 1950–1975 | Befolkningsutvecklingen i Fittja 1950–1975 |
| ------------------------------------------ | ------------------------------------------ | ------------------------------------------ | ------------------------------------------ | ------------------------------------------ |
|                                            |                                            |                                            |                                            |                                            |
| År                                         |                                            |                                            | Folkmängd                                  | Areal (ha)                                 |
| 1950                                       | 1950                                       |                                            | 509                                        |                                            |
| 1960                                       | 1960                                       |                                            | 791                                        | 148                                        |
| 1965                                       | 1965                                       |                                            | 2 403                                      | 148                                        |
| 1970                                       | 1970                                       |                                            | 2 195                                      |                                            |
| Anm.: Sammanvuxen med Stockholm 1975       |                                            |                                            |                                            |                                            |

Folkmängden uppgår till 7 697 personer och andelen invånare som är utrikes födda är cirka 65,6 procent respektive 91,9 procent med utländsk bakgrund (2017).

## Fittja centrum
Fittjas centrumanläggning inryms i ett stort byggnadskomplex som uppfördes på 1970-talet samtidigt med den övriga bebyggelsen. På 1990-talet genomfördes en större ombyggnad av centrumet. Här finns butiker samt biblioteket. Inom gångavstånd finns vårdcentral, apotek och två livsmedelsbutiker. 
I Fittja centrum pågår knarklangning av cannabis och vid Expressens reportage om fenomenet år 2019 omringades journalisterna och hotades. Knarklangarna använder barn ner till 12 års ålder som utkikar för att varna när polisen närmar sig.

## Tunnelbanestationen
Station Fittja trafikeras av T-bana linje 13 (röda linjen) och togs i bruk den 1 oktober 1972. Avståndet från station Slussen är 17,5 kilometer. Det är en utomhusstation belägen vid Fittja centrum bestående av en plattform utomhus. Den har en biljetthall.
Konstnärlig utsmyckning: Den knutna revolvern av Carl Fredrik Reuterswärd, 1998.
Carl Fredrik Reuterswärds skulptur ”Den knutna revolvern” finns på Fittjas tunnelbanestation.

## Sevärdheter

### Fittja bro
Fittja bro över Fittjanäset blev på 1600-talet den nya landsvägen söderifrån mot Stockholm. Här har sockengränsen, och nuvarande kommungränsen, mellan Botkyrka och Huddinge sedan länge gått. Huvudtrafiken till och från Stockholm gick via Fittja bro fram till 1950-talet då den nya Södertäljevägen (del av nuvarande motorvägen E4) byggdes.

### Fittja gård och värdshus
1600-talet var Fittjas blomstringstid, mycket tack vare den nya landsvägen (Södertäljevägen och senare Riksettan) från Stockholm söderut. År 1663 fick rådman Gustav Mattsson ett kungligt privilegium att inrätta en "god krog" för de resandets fromma. Värdshusets ägare skulle ta hand om de resande, ordna med hästbyte och postbefordran. Bland resenärer som har övernattat i Fittja värdshus eller som har väntat på skjuts, finns till exempel Karl XII, Oscar I och Carl von Linné. Skalderna Johan Runius och Carl Michael Bellman är några av resenärerna som skildrat krögarrörelsen på Fittja värdshus.
Idag är den gamla gästgivargården säte för Mångkulturellt centrum . Mångkulturellt centrum grundades 1987 och samarbetar med Södertörns högskola, Stockholms universitet och Nordiska museet. Här bedrivs forskning, dokumentation, utbildning och utställningar.

### Jättegrytor
Flera jättegrytor finns vid Albysjön vid Fittja. De bildades troligen när inlandsisens smältvatten forsade fram här för över 10 000 år sedan. Stenar kunde med det forsande vattnets hjälp svarva ut håligheter i bergen. I forna tider menade man att håligheterna fungerat som kokkärl åt jättarna.

### Tegelbruk
En annan omfattande verksamhet var tegelindustrin. Både Slagsta och Fittja hade tegelbruk (se Slagsta tegelbruk och Fittja tegelbruk). Ett av de äldsta tegelbruken i Mälardalen var Slagsta tegelbruk, omnämnd redan 1664 och nedlagd 1915. Fittja tegelbruk som hörde till Fittja gård anlades på 1860-talet och låg ungefär där stormarknaden OBS! Fittja öppnade sina portar 1980. Fittja tegelbruk hörde efter 1915 till Mälardalens tegelbruk och lades ner 1964. Tegelbrukssvägen, Tegelbruksbacken och kvarteret Tegelbruket påminner om den tidigare verksamheten.